# تاكوشت 1 (تاكوشت)
تاكوشت 1 هي إحدى مشيخات المملكة المغربية، تتبع جغرافيا لإقليم الصويرة وإداريًا لتاكوشت. يقدر عدد سكانها بـ 1290 نسمة حسب الإحصاء الرسمي للسكان والسكنى لسنة 2004.